# No’am (partia)
No’am (hebr. נֹעַם) – izraelska narodowo-ortodoksyjna, prawicowa partia polityczna stworzona 7 lipca 2019 roku z inicjatywy rabina Cwiego Taua z jesziwy Har ha-Mor. Związana jest ze środowiskami jesziwy oraz Żydowskiej Siły Micha’ela Ben Ariego. Na jej czele stanął uczeń Taua rabin Awi Ma’oz. Motto partii brzmi „Normalny naród w swoim państwie”. Partia powstała w wyniku rozczarowania środowisk Har ha-Mor niedostatecznie konserwatywną polityką Żydowskiego Domu i Unii Narodowej.

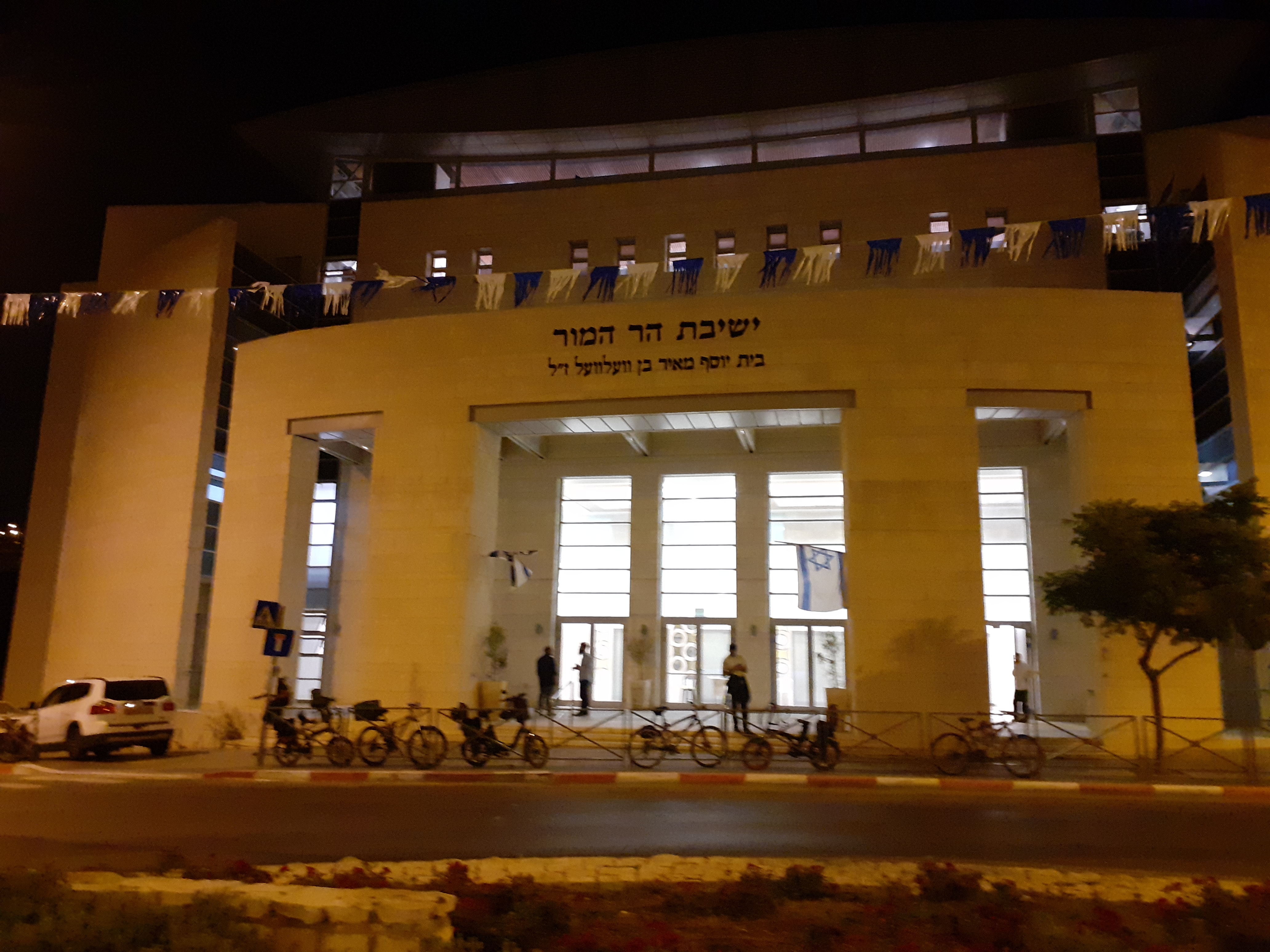
Jesziwa Har ha-Mor

## Historia partii

### Powstanie partii
Spotkanie założycielskie partii miało miejsce 7 lipca 2019 roku. Rabin Cwi Tau poprosił na nim swoich uczniów o wysondowanie szans dla nowej partii oraz rozpoczęcie działań mających na celu zbieranie funduszy i budowanie struktur. Wcześniej spotkanie z rabinem Tauem odbyli działacze Żydowskiej Siły, Micha’el Ben Ari i Itamar Ben-Gewir. Ogłosili oni, że nie będą czekać na porozumienia pomiędzy Żydowskim Domem i Unią Narodową, które miały marginalizować Żydowską Siłę w ramach Unii Partii Prawicowych. Ben Ari i Ben Gwir mieli mieć również za złe, że Rafi Perec i Becalel Smotricz zgodzili się na wejście do rządu Binjamina Netanjahu do czasu wyborów wrześniowych.
Rabin Cwi Tau już wcześniej poparł środowiska Żydowskiej Siły, kiedy ta tworzyła wspólną listę z Jachadem Eliego Jiszaja do wyborów w 2015 roku. Wówczas to rabin pierwszy raz miła publicznie poprzeć jakąkolwiek partię polityczną. Na przewodniczącego No’am został wybrany rabin Awi Ma’oz, uczeń Taua w jesziwie Har ha-Mor. Co więcej, Ma’oz prowadził negocjacje koalicyjne w imieniu Żydowskiego Domu z Likudem w 2019 roku. Wcześniej w rządach Ehuda Baraka i Ariela Szarona pełnił rolę dyrektora w Ministerstwie Budownictwa i Mieszkalnictwa odpowiedzialnego za przeprowadzenie wycofania ze Strefy Gazy i Północnej Samarii.
W powstanie No’am są też zaangażowani działacze i rabini z ruchu Chazon (pol. Wizja), który postanowił rozpocząć działalność informacyjną w trakcie kampanii wyborczej do kwietniowych wyborów. W jej trakcie porusza tematykę, która według działaczy ruchu jest problematyczna i rozmywa tożsamość Izraela. Należą do niej takie kwestie jak: bezczeszczenia szabatu, sekcja dla Żydów reformowanych pod Ścianą Płaczu, małżeństwa mieszane, czy małżeństwa homoseksualne.
Pojawiły się informacje, że No’am będzie chciała stworzyć wspólną listę z ultra-ortodoksyjnym Zjednoczonym Judaizmem Tory, jednak środowiska te zaprzeczyły tej możliwości ze względu na to, że ultra-ortodoksyjni Żydzi krytykują religijnych syjonistów za łączenie religii i nacjonalizmu.

### Kampania i wybory we wrześniu 2019 roku
28 lipca politycy Żydowskiej Siły poinformowali o wspólnym starcie z No’am na jednej liście wyborczej. 31 lipca ogłoszono, że kandydatami partii będą Eldad Rabinowicz i Jigal Kana’an. 1 sierpnia Żydowska Siła poinformowała, że stworzy samodzielną listę, ponieważ No’am wystawiła kandydata niereligijnego. Oto ostateczna lista partii:
| 1. Arje Dror 2. Eldad Rabinowicz 3. Jigal Kana’an 4. Awner Porat 5. Ari’el Szachar 6. Ilan Alfonte 7. Ja’akow Ben-Chamu 8. Icchak Sabach 9. Ja’akow Nowik |

15 września partia No’am wycofała się z kampanii i udziału w wyborach, ponieważ jej politycy uznali, że partia ma niskie szanse na dostanie się do Knesetu. Według przewodniczącego partii – Drora Arjego – 70 000 osób popisało deklarację poparcia partii, a około 250 000 mogłoby zagłosować na nią.

### Wybory w 2021 roku
3 lutego 2021 roku Becalel Smotricz z Syjonizmu Religijnego podpisał porozumienie o utworzeniu wspólnej listy w nadchodzących wyborach z Żydowską Siłą i No’am.

## Poglądy i kontrowersje
Partia powstała jako alternatywa dla Żydowskiego Domu i ruchów politycznych prowadzonych przez jej lidera, i jednocześnie byłego ucznia rabina Taua, Rafiego Pereca. No’am ma przybrać charakter partii bardziej ortodoksyjnej i związanej z Torą. Rabin Tau i jego uczniowie nie zgadzają się na to żeby Perec i Smotricz prowadzili rozmowy koalicyjne do wrześniowych wyborów z Nową Prawicą Naftalego Bennetta i Ajjelet Szaked. Środowiska związane z Har ha-Mor uważają, że Bennett z Szaked doprowadzili do rozbicia obozu religijnego syjonizmu. Dodatkowo, bardziej ortodoksyjni członkowie Żydowskiego Domu ostrzegli, że jeśli Szaked przystąpi do Pereca, to oni opuszczą partię. Jak zapowiedział rabin Tau, w jego partii na liście nie znajdzie się żadna kobieta. No’am będzie walczyć o to żeby Lud Izraela mógł żyć w zgodzie ze swoją tradycją w Ziemi Izraela. Dla Taua związek religijnego Bennetta ze świecką, nieprzestrzegającą przykazań Szaked jest niedopuszczalny.
No’am na samym początku zaatakowała związku homoseksualne, małżeństwa tej samej płci i wartości promowane przez organizacje związane z ruchem LGBT. W działalność partii zaangażowany jest szef homofobicznej organizacji Chazon – rabin Dror Arje. Rabin Tau uznał, że należy skończyć z terapią jaką przeprowadzają w Izraelu środowiska homoseksualne. Partia zarzuca im wszechobecną propagandę, niszczącą tradycyjne wartości oraz rodzinę. Dotychczasowe działania syjonizmu religijnego okazały się zbyt słabe. No’am przeciwna jest działalności ruchów powiązanych z judaizmem reformowanym.

## Program partii
W kwestii treści programu politycznego, to na oficjalnej stronie partii znajdują się następujące postulaty:
- szabat w przestrzeni publicznej. Partia uznaje ten dzień za święty, który jest elementem tożsamości religijnej i etnicznej Żydów. Wobec tego, szabat powinien obowiązywać całą przestrzeń publiczną w Izraelu,
- rodzina oparta na tradycyjnych wartościach. No’am przeciwstawia się nowoczesnym modelom rodziny, w szczególności tym, promowanych przez ruchy LGBT,
- konwersja i obywatelstwo oparte na halasze. Partia postrzega Żydów jako naród wyjątkowy, który przetrwał tysiące lat dzięki przestrzeganiu prawa religijnego. Wobec tego nie ma podstaw, aby współcześnie rozmywać tożsamość żydowską, czy nadawać obywatelstwo osobom, które nie są w dostateczny sposób udowodnić swojego żydowskiego pochodzenia,
- sprawami związanymi z żydowską tożsamością oraz kwestiami religijnymi powinien zajmować się wyłącznie Naczelny Rabinat Izraela, który ma kompetencje do tego żeby zapobiegać dzieleniu żydostwa i zmieniania go w Palestyńczyków,
- partia sprzeciwia się tworzeniu nowych sekcji pod Ścianą Płaczu dla poszczególnych nurtów judaizmu, ponieważ jest jedna wersja judaizmu,
- silna armia. No’am sprzeciwia się wpływom liberalnym w wojsku i równouprawnieniu. Partia opowiada się za konserwatywnym charakterem wojska,
- Ministerstwo Edukacji jako strażnik żydowskich wartości i idei w społeczeństwie[21].